# سیاوش نورپور
سیاوش نورپور (زادهٔ ۲۸ آذر ۱۳۲۸ – درگذشتهٔ ۲۶ تیر ۱۴۰۱) آهنگساز، مدرس موسیقی، نوازندهٔ تار، سه‌تار و تنبور کُرد اهل ایران بود. تصنیف «مردانِ خدا» از آثار او است. وی همچنین بنیان‌گذار و سرپرست گروه موسیقی مشتاق بود.

## زندگی‌نامه
سیاوش نورپور ۲۸ آذر سال ۱۳۲۸ در محلهٔ فیض‌آباد کرمانشاه متولد شد. فراگیری موسیقی را از ۷ سالگی آغاز کرد. هنگامی که پدرش استعداد و علاقهٔ او به موسیقی را دید، وی را نزد غلام زنده‌دل، از شاگردان درویش‌خان در کرمانشاه برد. او از ده سالگی در کلاس‌های غلام زنده‌دل شرکت کرد و پس از آن از آموزش‌های حاجی‌خان ناظری و فرزندش کیخسرو پورناظری بهره برد. او از سال ۱۳۵۰ ردیف‌های موسیقی ایرانی را نزد منصور معارفی فراگرفت و تا سال ۱۳۵۳ با ارکستر فرهنگ و هنر کرمانشاه به همکاری پرداخت. او همچنین سلفژ را از «شهرستانی» و محمد اوشال، اصول شعر و مطالعه بر روی کتاب بحورالالحان اثر فرصت‌الدوله شیرازی و کتاب‌های عبدالقادر مراغه‌ای و ابونصر فارابی را از احمد اردلان، شعر و آواز و شیوهٔ مثنوی خوانی و دیکتهٔ آوازی را از ابراهیم کیمند و کتاب‌های هنرستان موسیقی را از علی نظری آموخت. وی طی سه دوره، در مسابقات تارِ اردوی رامسر در سطح استان به مقام نخست دست یافت و در سال ۱۳۴۹ با حضور در اردو، از کلاس‌های فشردهٔ تار علی‌اکبر شهنازی بهره برد.
سیاوش نورپور به پیشنهاد نورعلی برومند، به جمع‌آوری آثار موسیقی کُردی پرداخت که در آلبوم‌های موسیقی نظیر مهرنوشان (تکنوازی تار و سه‌تار)، دنگ دل با صدای حشمت‌الله لرنژاد و حسین البرزی، ارمغانی از باختران با صدای بهروز کریمی و صدای سخن عشق با صدای شهرام ناظری، اجرا و شنیده شد.
او در سال ۱۳۵۸ با همراهی و نظارت مسعود زنگنه در مرکز حفظ و اشاعهٔ موسیقی، گروه تنبورنوازان را تشکیل داد و تصنیف «باز هوای وطنم آرزوست» را که از ملودی‌های درویش‌های قادری کردستان بود، در آواز بیات اصفهان تنظیم و با صدای حشمت‌الله لرنژاد ضبط کرد. پس از آن به مدت ۱۰ شب، همراه با گروه تنبورنوازان به خوانندگی سید جلال‌الدین محمدیان در تالار وحدت تهران به اجرای برنامه پرداخت.
در سال ۱۳۵۹، گروه تنبورنوازان شمس با همراهی هنرمندانی همچون کیخسرو پورناظری (سرپرست گروه)، سیاوش نورپور، سید خلیل عالی‌نژاد، علی‌اکبر مرادی، گل‌نظر عزیزی و شهرام ناظری تشکیل شد و نخستین کنسرت خود را با خوانندگی سید جلال‌الدین محمدیان در تهران به روی صحنه برد. سیاوش نورپور در همین سال، تصنیف‌های «باز هوای وطنم» و «مردان خدا» را با صدای شهرام ناظری در رادیو ایران ضبط کرد که پس از اینکه کیخسرو پورناظری یک بند به آن اضافه کرد، در آلبوم صدای سخن عشق نیز منتشر شد. او پس از جدایی از گروه تنبورنوازان شمس، به صورت پراکنده آثاری را در صدا و سیمای کرمانشاه اجرا و ضبط کرد و همچنین به تدریس موسیقی پرداخت. وی در سال ۱۳۶۸ به همراه تعدادی از شاگردان خود گروه موسیقی مشتاق را تشکیل داد و در تالار وحدت تهران به روی صحنه رفت. پس از آن همراه با این گروه، کنسرت‌های متعددی در نقاط مختلف ایران به خوانندگی حشمت‌الله لرنژاد، حسین البرزی، علی علیئی و مجتبی زرین‌ماه برگزار کرد. گروه مشتاق تا زمان درگذشت حشمت‌الله لرنژاد در سال ۱۳۷۴، به فعالیت‌های خود ادامه داد.
سیاوش نورپور در سال ۱۳۸۱ به دعوت مظهر خالقی، به همراه هنرمندانی نظیر محمود مرآتی، اکبر ایزدی، ابوالقاسم پرندیان، مرتضی صنعتی، حشمت‌الله فرید، خلیل چاله‌چاله، حسین البرزی، کمال جعفرمنش و فرزاد شاه‌سواری، در سلیمانیه کردستان عراق به اجرای کنسرت پرداخت. در بهمن ۱۳۹۷، در افتتاحیهٔ سی و چهارمین جشنواره موسیقی فجر در استان کرمانشاه از سیاوش نورپور تجلیل شد. او تا پیش از درگذشت به تدریس موسیقی ایرانی و موسیقی کُردی در کرمانشاه مشغول بود.

## درگذشت
سیاوش نورپور ۲۶ تیر ۱۴۰۱، پس از یک دوره بیماری در کرمانشاه درگذشت. پیکر او ۲۷ تیر ۱۴۰۱، در قطعهٔ هنرمندان باغ فردوس کرمانشاه به خاک سپرده شد.

## آثار هنری
از جمله آثار موسیقی سیاوش نورپور می‌توان به موارد زیر اشاره کرد:
- مهرنوشان (تک‌نوازی تار و سه‌تار) به همراه دف احمد خاک‌طینت و تمبک حمید مقدم.[۱۲]
- ده‌نگ دل با صدای حشمت‌الله لرنژاد و حسین البرزی.[۷]
- ارمغانی از باختران با صدای بهروز کریمی.[۵]
- صدای سخن عشق با صدای شهرام ناظری[۱۳]
- منتخبان جشنواره موسیقی فجر به خوانندگی مجتبی زرین ماه و حسین البرزی.[۷]
- «جنگ جنگه وطنه» با صدای منوچهر طاهرزاده.[۴]
- «باز هوای وطنم» (بر اساس ملودی درویش‌های قادری) با صدای حشمت‌الله لرنژاد، سید جلال‌الدین محمدیان، شهرام ناظری.[۶]
- «مردان خدا» با صدای علی علیئی، سید جلال‌الدین محمدیان، شهرام ناظری.[۴]
- «سلسلۀ موی دوست» با صدای حشمت‌الله لرنژاد.[۴]
- «زمزم» با صدای حسین البرزی.[۴]